# Herre, tag du in mitt sinne
Herre, tag du in mitt sinne är en sång med text av en okänd engelsk författare, Fredrik Engelke översatte sången till svenska 1883. Den svenska översättningen har bearbetats 1893 och 1920. Musiken är komponerad 1874 av Philip Paul Bliss och används även till sången Evigt strålar Faderns kärlek.

## Publicerad som
- Nr 388 i Svenska Missionsförbundets sångbok 1894 under rubriken "Det kristliga lifvet. Bönesånger."
- Nr 139 i Svensk söndagsskolsångbok 1908 under rubriken "Böne- och lovsånger"
- Nr 416 i Psalmer och Sånger 1987 under rubriken "Kyrkan och nådemedlen - Ordet".[1]